# Опухоли глаза
Опухоли глаза - доброкачественные, злокачественные и местнодеструирующие опухоли, происходящие из различных тканей глаз.
Новообразования глаза составляют 2-4,3% всех опухолей человека. Чаще всего встречаются опухоли век и конъюктивы (50-60% случаев), реже - внутриглазные опухоли (25-33%), на третьем месте - опухоли орбиты (15-25%). Злокачественные опухоли возникают немного чаще, чем доброкачественные.

## Опухоли век

### Доброкачественные опухоли

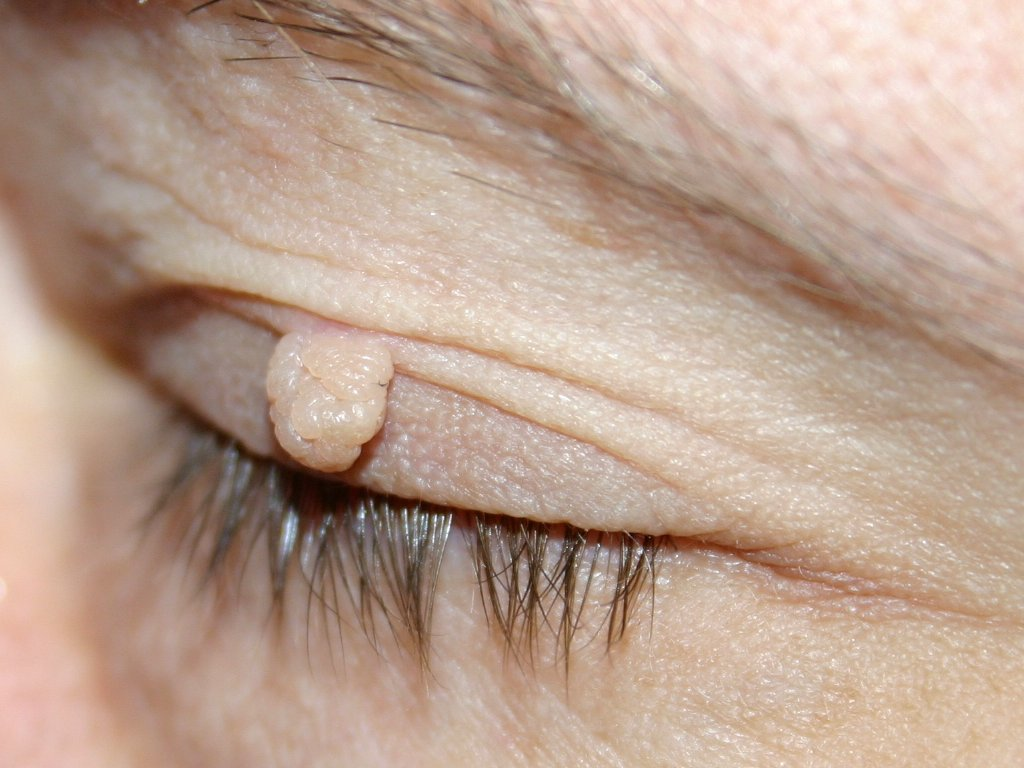
Мягкая фиброма века

- Папиллома
- Старческая бородавка на коже век
- Кератоакантома
- Трихоэпителиома
- Сирингоаденома
- Доброкачественный невус

### Местнодеструирующие опухоли
- Базалиома
- Прогрессирующий невус

### Злокачественные опухоли
- Рак век
- Рак мейбомиевых желёз
- Меланома века
- Фибросаркома века
- Ангиосаркома века

### Опухоли конъюктивы

#### Доброкачественные опухоли
- Папиллома конъюктивы

### Злокачественные опухоли
- Рак конъюктивы
- Меланома конъюктивы

### Внутриглазные опухоли
- Миома радужной оболочки
- Невус
- Меланомы

## Опухоли сетчатой оболочки
- Ретинобластома

## Опухоли орбиты

### Доброкачественные опухоли
- Фиброма
- Липома
- Миома
- Миксома
- Гемангиома
- Лимфангиома
- Нейрофиброма
- Невринома
- Глиома
- Аденома слёзной железы

### Местнодеструирующие опухоли
- Гемангиоэндотелиома
- Гемангиоперицитома
- Хемодектома
- Менингиома
- Остеома
- Хондрома
- Полиморфная аденома слёзной железы

### Злокачественные опухоли
- Фибросаркома
- Липосаркома
- Миосаркома
- Миксосаркома
- Ангиосаркома
- Ретикулосаркома
- Нейросаркома
- Злокачественная хемодектома
- Злокачественная менингиома
- Остеосаркома
- Хондросаркома
- Цилиндрома
- Аденокарцинома слёзной железы